# Spreng (Odenwald)
Die Spreng ist ein Weiler und eine Passhöhe im Odenwald in der Gemarkung Ober-Kainsbach. Sie ist der östlichste Wohnplatz der Gemeinde Reichelsheim im Odenwaldkreis in Hessen. 

## Geographische Lage
Die Spreng liegt im Böllstein-Gebiet des Vorderen Odenwalds östlich des Hauptortes Reichelsheim an einem verkehrsgünstig gelegenen 385 Meter hohen Bergsattel der Wasserscheide zwischen der Gersprenz im Westen und der Mümling im Osten, zwischen dem Heidelberg (443 m) im Norden und dem Morsberg (517 m) im Südwesten. Letzterer liegt schon im Sandstein-Odenwald. Nach Nordwesten führt das Tal des Kainsbachs hinab zur Gersprenz. Zur Mümling führen nach Nordosten der Brombach und nach Südosten der Rehbach. 
Die nächstgelegenen Ortschaften sind im Nordwesten Ober-Kainsbach, im Norden Hembach, im Osten Langenbrombach und Rehbach, im Süden Ober-Mossau, im Südwesten Rohrbach und im Westen Kirch-Beerfurth und Gersprenz.

## Geschichte
Die Gründung des Weilers geht auf den Bau der „Staatsstraße“, der heutigen Bundesstraße 47, durch das Großherzogtum Hessen zurück. Diese Straße verbindet seit 1838 das Gersprenztal mit dem Mümlingtal. Seit 1843 besteht an dieser Straße eine Fuhrmannshalte, die als Gasthaus „Zur Spreng“ über 120 Jahre hin zur Einkehr einlud und weithin bekannt war. 
Das Gasthaus unter seinem damaligen Besitzer Wilhelm Schwinn diente ab 1928 der örtlichen NSDAP Gruppe als Standort und wurde im gleichen Jahr Sitz der Bezirksleitung Odenwald, ab 1929 der Kreisleitung Odenwald. Spätestetens 1931 wurde sie auch als antisemitischer Treffpunkt wahrgenommen und überregional in Zeitungen genannt. 1934 wurde die Kreisleitung nach Erbach verlegt. Schwinn blieb strammer Nazi und war bis 1945 NSDAP-Kreisleiter für Erbach.
Nach Aufgabe der Gastwirtschaft Mitte der 1950er Jahre wurde das Anwesen teils für Wohnzwecke und teils als Seminarraum und Ferienwohnung umgebaut. 2008 wurde das Grundstück sowie die Gebäude von Tierschutzverein Tiere in Not Odenwald übernommen, der dort in Not geratene Tiere beherbergt.

## Verkehr
Die Spreng ist ein Knotenpunkt im Straßenverkehr. Hier treffen sich Straßen aus sechs Richtungen. Hauptverkehrsweg ist die als Nibelungenstraße bekannte B 47, die von Worms und Bensheim kommend, den Odenwald in West-Ost-Richtung durchquert, von Reichelsheim kurvenreich den Anstieg am Wirtshaus Vierstöck vorbei zur Spreng hinaufführt und weiter über Rehbach hinunter nach Michelstadt geht, um von dort über Eulbach nach Amorbach zu gelangen. 
Von der Spreng nach Nordwesten verläuft die Landesstraße L 3260 durch das Kainsbachtal und Ober-Kainsbach zur Bundesstraße 38 und in der Südrichtung führt sie durch Ober-Mossau und Unter-Mossau zur Bundesstraße 460, auch bekannt als Siegfriedstraße. In das Brombachtal nach Nordosten zweigt die L 3414 ab und führt durch Langenbrombach nach Bad König. Die Kreisstraße K 211 schließlich folgt der als Alte Erbacher Straße bekannten Altstraße entlang der Kammlinie der Wasserscheide bis Böllstein und führt dann hinunter nach Brensbach.